# なんつッ亭

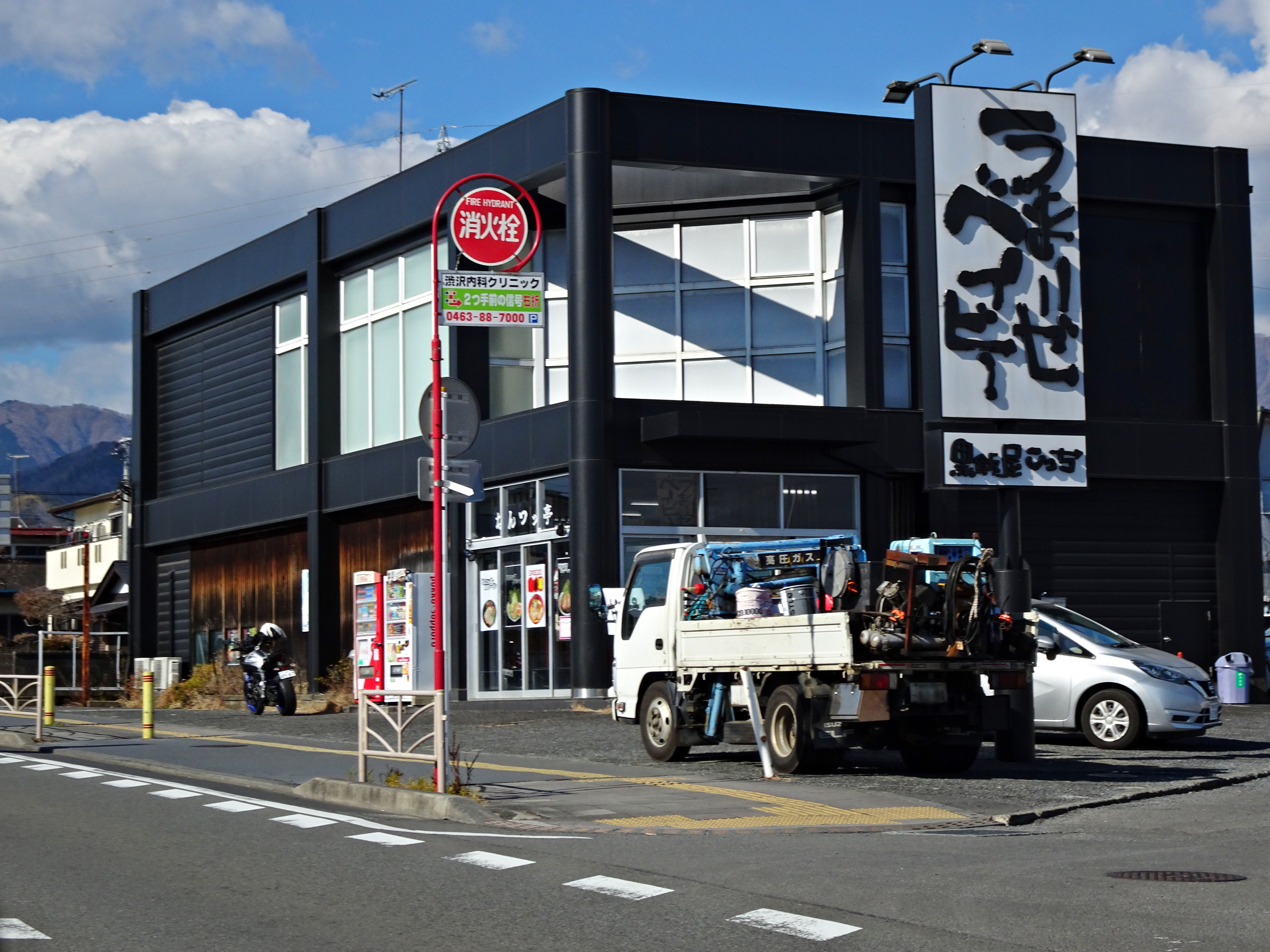
なんつッ亭本店

なんつッ亭（なんつッてい）とは、神奈川県秦野市松原町に本店を構え、東京・神奈川に店舗展開をするラーメン店である。
創業者は古谷一郎である。熊本県人吉市の好来ラーメンで修行し、秦野でなんつッ亭を開店させる。

## 特徴

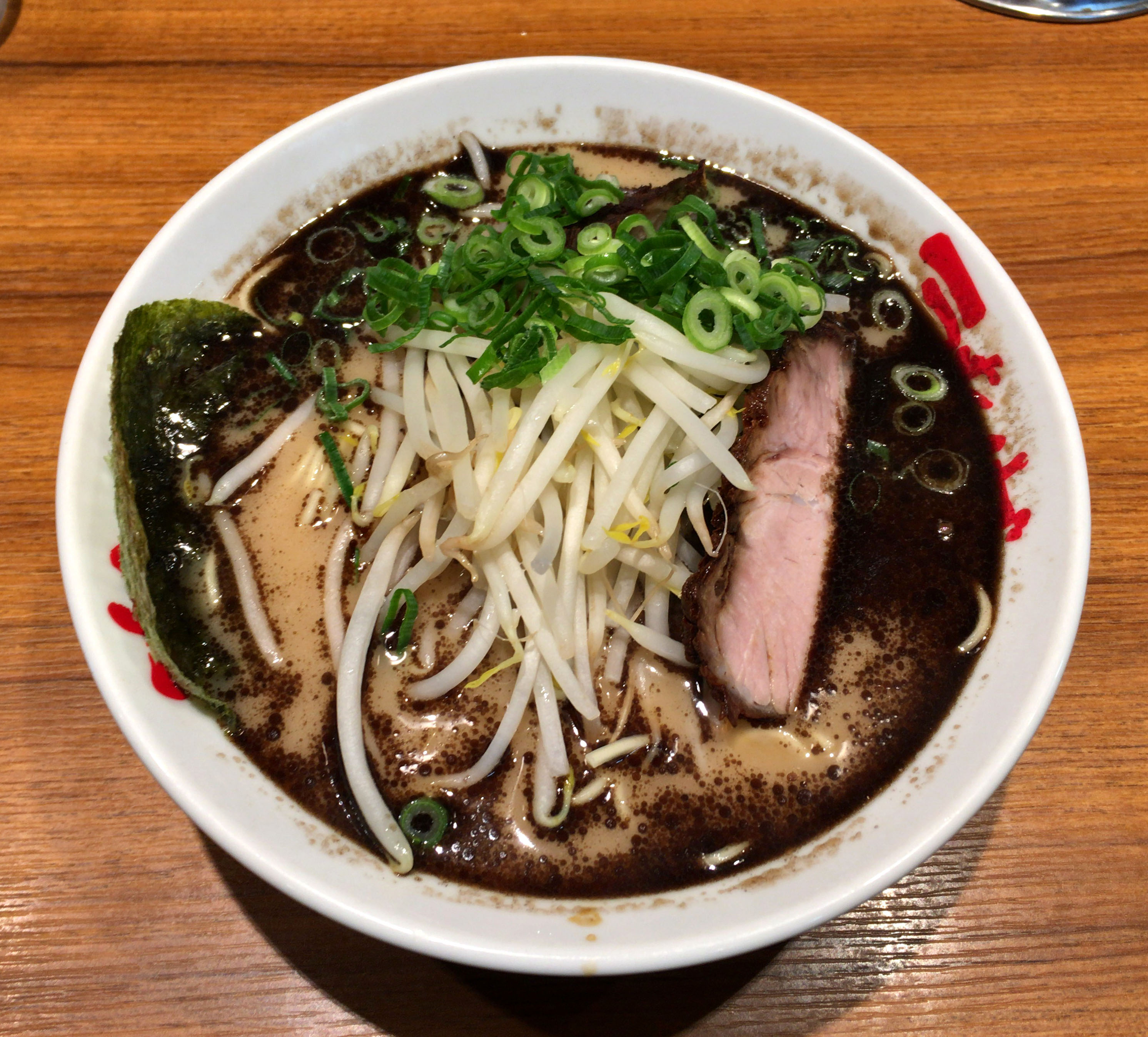
らーめん

- 焦がしニンニク油から作られた黒マー油が入った豚骨スープ[1][2]。見た目が真っ黒であるが意外とあっさり系とも評される[1]。
- 豚骨魚介醤油スープの商品もある[1]。

## コラボレーション商品
2006年には、コンビニエンスストアチェーン店であるスリーエフとミニストップで「なんつッ亭」の味（黒マー油が入った豚骨スープ味）を再現したカップラーメンやポテトチップスなど共同開発商品を販売した。スリーエフとミニストップは2007年にも黒マー油を効かせたカップ麺を販売している。2009年はとんこつと、長期イベントとなっている。カップ麺の製造は日清食品が行った。
2008年には、森永乳業がコラボレーション商品として「こがし黒キャラメルプリン」を販売した。

## その他
- どっちの料理ショー　- 「ラーメン巌流島」に2回出場して、2回とも優勝した。ただし食べられたのは関口宏のみ。また店主である古谷一郎もパネラーで参加した。
- AKB48 ネ申テレビ（CSファミリー劇場） - 2008年10月5日放送分で、AKB48の大島優子、河西智美、小林香菜、野呂佳代のメンバー4名が、秦野店で1日修行する企画が放送された。
- 情熱大陸 - 古谷一郎の特集。2010年5月2日放映[6]。
- 爆走!ポンコツラーメン屋台 - 2013年9月23日放送の第1回と、2014年9月15日放送の第2回に古谷一郎が出演した[7][8]。
- 品達 - 京急品川駅の高架下にあったフードテーマパーク。2004年12月の開館から2020年3月の閉館まで、「なんつッ亭弐」として出店していた。